# Paradela de Abeleda
Paradela de Abeleda (llamada oficialmente San Xoán de Paradela de Abeleda) es una parroquia y un pueblo del municipio español de Porquera, en la provincia de Orense, Galicia.

## Toponimia
La parroquia también es conocida por el nombre de San Juan de Paradela de Abeleda.

## Organización territorial
La parroquia está formada por cuatro entidades de población:
- Lovios
- Paradela de Abeleda
- Retorta (A Retorta)
- Sever

## Demografía

### Parroquia
| Gráfica de evolución demográfica de Paradela de Abeleda (parroquia) entre 2000 y 2023 |
|                                                                                       |
| Datos según el nomenclátor publicado por el INE.                                      |

### Pueblo
| Gráfica de evolución demográfica de Paradela de Abeleda (pueblo) entre 2000 y 2023 |
|                                                                                    |
| Datos según el nomenclátor publicado por el INE.                                   |